# 長谷川正宣
長谷川正宣（はせがわ まさのぶ）は、戦国時代の有徳人（有力者・富豪）。小川城城主。15世紀後半から16世紀前半にかけて、現在の静岡県焼津市小川（こがわ）地域にあたる駿河国志太郡小川に勢力を張り、「小川の法永長者（法永居士）」と呼ばれた。

## 経歴
1427年（応永34年）に坂本（焼津市坂本）の地頭・加納義久の次男として生まれ、長谷川家の嫁婿となった。
長谷川氏は、志太平野から駿河湾に注ぐ黒石川の河口にある小川湊の物流・交易を掌握することで繁栄した一族と考えられており、正宣は『今川記』で「山西の有徳人」（西駿河の富豪）と記されている。
1476年（文明8年）、駿河国守護で今川家当主の今川義忠が遠江国への遠征で戦死し、今川家中で家督争いが生じた（文明の内訌）。義忠の嫡男でまだ幼い龍王丸に代わり、義忠の従弟である小鹿範満が家督代行として今川館へ入ることとなったが、正宣は争いに敗れ館から退去した龍王丸とその母で義忠正室の北川殿を自分の屋敷である小川城で保護した。これ以降、今川氏被官となったとされる。
居館の小川城跡は、1979年（昭和54年）から発掘調査され、堀と土塁に囲まれた城館内から中国産輸入陶磁器など富裕層の持つ遺物が出土し、長谷川氏の繁栄を裏付ける調査結果となった。
1471年（文明3年）に故郷・坂本の地に林叟院を開基。自身も1513年（永正10年）の死後、同寺に葬られた。